# Харитонова Олександра Григорівна
Олександра Григорівна Харитонова (3 травня 1922, Широкоїс, Пензенська губернія — 18 липня 2009, Москва) — радянська кіноактриса.

## Біографія
Олександра Харитонова народилася 3 травня 1922 року в селі Широкоїс (нині — Іссинського району Пензенської області) у селянській родині. 1926 року родина переїхала до Московської області на станцію Вишняки Казанської залізниці, а потім до Москви. У 1936—1938 роках займалася в піонерському ансамблі пісні та танцю під керівництвом С. О. Дунаєвського.
Після школи у 1939 році вступила на акторський факультет ВДІКу. В 1941 разом з інститутом евакуювалася в Алма-Ату, після повернення закінчила його в 1943 році. Після закінчення ВДІКу працювала на кіностудії «Мосфільм», а потім, до відходу на заслужений відпочинок у 1983 році, у Театрі-студії кіноактора.
Була одружена з Гургеном Тавризяном, який згодом став деканом акторського факультету ВДІКу.
У кіно дебютувала у 1940 році, будучи студенткою ВДІКу, у фільмі Лева Кулешова «Сибіряки». У 1950-х роках зіграла свої найбільш значні ролі: Людмила Осьмухіна в «Молодій гвардії» (1948), Шура в «Сільському лікарі» (1951), Шурочка в «Справа була в Пенькові» (1957). Після цього довго не знімалася, грала у Театрі кіноактора, займалася озвучуванням. У 1970—1980 роках повернулася в кіно, грала невеликі характерні ролі.
Померла 18 липня 2009 року. Похована разом із чоловіком на Данилівському цвинтарі, ділянка 26.

## Фільмографія
- 1940 — Сибіряки
- 1948 — Молода гвардія
- 1951 — Сільський лікар
- 1972 — Найостанніший день
- 1983 — Привіт з фронту